# Mogilica (Białoruś)
Mogilica (biał. Магіліцы; ros. Могилицы) – wieś na Białorusi, w obwodzie brzeskim, w rejonie iwacewickim, w sielsowiecie Wólka, nad Szczarą i przy granicy Wygonowskiego Rezerwatu Krajobrazowego. 
W dwudziestoleciu międzywojennym leżała w Polsce, w województwie nowogródzkim, do 22 stycznia 1926 w powiecie słonimskim, w gminie Byteń; następnie w powiecie baranowickim, w gminie Dobromyśl. Po II wojnie światowej w granicach Związku Sowieckiego. Od 1991 w niepodległej Białorusi.